# 波蘭羽毛球國際賽
波蘭羽毛球國際賽（Polish International）是從2012年起每年在波蘭舉辦的羽毛球賽事，屬於世界羽聯國際系列賽級別，同時是歐洲羽聯巡迴賽的其中一站。
首屆賽事在2012年8月舉行，當時的名稱為「波蘭羽毛球公開賽」，以區別同年3月在波蘭舉辦的「波蘭羽毛球國際賽」。按照賽事的命名慣例，「公開賽」的級別一般較「國際賽」為高，所以其後兩項賽事的名稱往後有所調整，本賽事的名稱自2013年確定為波蘭羽毛球國際賽，屬於較低級別的世界羽聯國際系列賽（International Series）；而另一項較早創辦的賽事，則確定名稱為波蘭羽毛球公開賽（Polish Open），屬於較高級別的世界羽聯國際挑戰賽（International Challenge）。
本賽事目前由一家位於別倫的羽毛球會UKS Unia Bieruń主辦，並由勝利體育冠名贊助。

## 歷屆優勝者
| 屆份 | 年份   | 公開賽級別                 | 男子單打                   | 女子單打                   | 男子雙打                            | 女子雙打                                | 混合雙打                                  |
| ---- | ------ | -------------------------- | -------------------------- | -------------------------- | ----------------------------------- | --------------------------------------- | ----------------------------------------- |
| 1    | 2012年 | 國際系列賽                 | 基兰·梅里利斯              | 克里斯蒂·吉尔莫            | 卢卡斯·莫伦 沃伊切赫·苏库德拉尔塞克 | 卡米拉·奥古斯丁 阿格涅什卡·维特科夫斯卡 | 安德鲁·埃利斯 珍妮·沃尔沃克               |
| 2    | 2013年 | 國際系列賽                 | 林祐賢                     | 程琪雅                     | 陳中仁 王齊麟                       | 李佳馨 吳玓蓉                           | 林家翾 許雅晴                             |
| 3    | 2014年 | 國際系列賽                 | 麦克·罗加尔斯基            | 帕努加·里奥                | 亚当·克瓦林纳 帕维尔·皮特里亚       | 杰姆雷·费拉 埃布鲁·图纳利               | 罗伯特·马特斯亚克 阿格涅什卡·维特科夫斯卡 |
| 4    | 2015年 | 國際系列賽                 | 伊斯干达·祖卡奈因·扎因丁   | 何艷美                     | 卡斯珀·安东森 尼克拉斯·诺尔         | 克拉拉·尼斯塔特 埃玛·文贝里             | 卡斯珀·安东森 阿曼达·马德森               |
| 5    | 2016年 | 國際系列賽                 | 維克多·斯文森              | 丽图帕尔纳·达斯            | 盧敬堯 楊博涵                       | 桑贾纳·桑托什 阿拉希·萨拉·苏尼尔        | 米克尔·米克尔森 麦尔·苏罗                 |
| 6    | 2017年 | 國際系列賽                 | 李梓嘉                     | 艾拉·胡塞尔                | 阮日 保罗·雷诺斯                    | 珍妮·穆尔 维多利亚·威廉斯               | 克里斯托弗·克努森 伊莎贝拉·尼尔森         |
| 7    | 2018年 | 國際系列賽                 | 卡伊·舍費爾                | 麗圖帕爾納·達斯            | 林上凱 曾敏豪                       | 石橋麻美子 篠田未來                     | 雅各布·比特曼 阿爾澤比塔·巴索娃           |
| 8    | 2019年 | 國際系列賽                 | 馬德斯·克里斯多福森        | 喬丹·哈特                  | 扎克·魯斯 史蒂文·斯托伍德           | 阿美萊·馬厄隆 弗利亞·拉文               | 米克爾·米克爾森 阿美萊·馬厄隆             |
| －   | 2020年 | 因2019年冠狀病毒病疫情取消 | 因2019年冠狀病毒病疫情取消 | 因2019年冠狀病毒病疫情取消 | 因2019年冠狀病毒病疫情取消          | 因2019年冠狀病毒病疫情取消              | 因2019年冠狀病毒病疫情取消                |
| 9    | 2021年 | 國際系列賽                 | 基蘭·喬治                  | 許妤欣                     | 伊沙安·巴特納加 赛·普拉蒂克·K       | 玛戈特·兰伯特 安妮·特兰                 | 威廉·维利格 安妮·特兰                     |
| 10   | 2022年 | 國際系列賽                 | 田中湧士                   | 水井敏捷                   | 邱相榤 楊明哲                       | 重田美空 水津優衣                       | 邱相榤 林筱閔                             |
| 11   | 2023年 | 國際系列賽                 | Andi Fadel Muhammad        | 吉川天乃                   | 卡勒姆·亨明 伊森·范勒文             | 本吉苏·埃尔切廷 娜兹勒詹·因吉           | 卡勒姆·亨明 Estelle Van Leeuwen           |
| 12   | 2024年 | 國際系列賽                 | 迪特列夫·耶格爾·霍爾姆     | 安莫爾·哈布                | 高永杰 窪純佑                       | Paulina Hankiewicz Kornelia Marczak     | Kristoffer Kolding Mette Werge            |

## 備註
1. ↑  同時為第37屆波蘭羽毛球公開賽。
2. ↑  同時為第39屆波蘭羽毛球公開賽。

## 外部連接
- 官方網站 （页面存档备份，存于）